# Cime de Roccasiera
La Cime de Roccasiera (1.501 m s.l.m.) (in francese Cime de Rocca Sièra) è una montagna delle Prealpi di Nizza. Si trova nel dipartimento francese delle Alpi Marittime.
La montagna è collocata tra i comuni di Coaraze, Duranus, Utelle e Lucéram. La parte nord-orientale della monte fa parte della Forêt Domaniale de Lucéran.